# Calyptrocalyx sessiliflorus
Calyptrocalyx sessiliflorus är en enhjärtbladig växtart som beskrevs av John Leslie Dowe och M.D.Ferrero. Calyptrocalyx sessiliflorus ingår i släktet Calyptrocalyx och familjen Arecaceae. Inga underarter finns listade i Catalogue of Life.